# Богдан Зімоніч
Богдан Зімоніч, ( серб. кир.: Богдан Зимоњић серб. лат.: Bogdan Zimonjić; 1813 – 21 січня 1909) — сербський православний священик і воєвода (військовий командир) у двох великих повстаннях проти Османської імперії в Герцеговині XIX століття: у 1852–62 та 1875–78 роках. 
Він згадується в архівних джерелах разом з іншими сербськими священиками-борцями за свободу, зокрема Йовіцею Іличем та його соратниками Павлом Твртковічем, Міле Вітковічем і Стеваном Аврамовичем, які повстали проти окупантів, а також іншим священиком Петко Ягодічем із Шамаца, який очолив наступне повстання , тоді як історія записує подальші збройні сутички під проводом священиків Міле Чулібрка, Марко Попович, Васо Ковачевич і Гачіна.
Його син Петар Зімоніч, митрополит Дабар-Боснії, був убитий режимом усташів у Незалежній Державі Хорватія в червні 1941 року.

## Вторинні джерела
- Енциклопедія Югославії 1971. JLZ, Том 8, Загреб.